# Adam Benák
Adam Benák (* 10. dubna 2007, Plzeň) je český hokejový útočník hrající za tým Youngstown Phantoms v americké juniorské lize USHL. Již v 16 letech nastoupil v nejvyšší české soutěži k 18 utkáním, kde si zapsal 2 body. Je považován za největšího talenta své generace.

## Statistiky

### Klubové statistiky
| Sezóna      | Klub                | Soutěž      |    | Základní část | Základní část | Základní část | Základní část | Základní část |   | Play off | Play off | Play off | Play off | Play off |
| Sezóna      | Klub                | Soutěž      | Z  | G             | A             | B             | TM            | Z             | G | A        | B        | TM       |          |          |
| 2023–24     | HC Škoda Plzeň      | ČHL-17      | 2  | 2             | 5             | 7             | 0             | 7             | 7 | 12       | 19       | 4        |          |          |
| 2023–24     | HC Škoda Plzeň      | ČHL-20      | 29 | 8             | 21            | 29            | 18            | 4             | 1 | 3        | 4        | 2        |          |          |
| 2023–24     | HC Škoda Plzeň      | ČHL         | 18 | 0             | 2             | 2             | 18            | —             | — | —        | —        | —        |          |          |
| 2024–25     | Youngstown Phantoms | USHL        | 56 | 17            | 42            | 59            | 36            | 3             | 0 | 3        | 3        | 2        |          |          |
| ČHL celkově | ČHL celkově         | ČHL celkově | 18 | 0             | 2             | 2             | 18            | —             | — | —        | —        | —        |          |          |

### Reprezentace
| Rok                       | Tým                       | Soutěž                    | Z  | G | A  | B  | TM |
| ------------------------- | ------------------------- | ------------------------- | -- | - | -- | -- | -- |
| 2023                      | Česko 18                  | HG-18                     | 5  | 2 | 8  | 10 | 4  |
| 2024                      | Česko 18                  | MS-18                     | 5  | 1 | 2  | 3  | 0  |
| 2024                      | Česko 18                  | HG-18                     | 5  | 4 | 7  | 11 | 4  |
| 2025                      | Česko 18                  | MS-18                     | 4  | 2 | 5  | 7  | 4  |
| Juniorská kariéra celkově | Juniorská kariéra celkově | Juniorská kariéra celkově | 19 | 9 | 22 | 31 | 12 |